# The Sims FreePlay
The Sims FreePlay is een levenssimulatiespel, ontwikkeld door Maxis en uitgegeven door EA Mobile. Het spel kwam in 2011 uit en is enkel speelbaar op mobiele apparaten. Het kan gratis gedownload worden via de App Store van Apple en Google Play.
Het computerspel maakt deel uit van De Sims-spellen.

## Gameplay
De speler kan virtuele personages aanmaken, die Sims genoemd worden, en hun hele leven uitstippelen. Men kan tevens een volledig huis bouwen en inrichten, waarin de Sims kunnen wonen.
Spelers kunnen kiezen uit verschillende carrières voor hun Sim. Een Sim zal tijdens het werken Simdollars (Simoleons), de valuta in het spel, verdienen. Met dat geld kunnen nieuwe voorwerpen gekocht worden. Sims hebben ook de mogelijkheid om huisdieren te houden.